# Orlando Hernández Martín
Orlando Hernández Martín (Agüimes, 18 de marzo de 1936-Las Palmas de Gran Canaria, 2 de mayo de 1997) fue un dramaturgo español. Fue cronista Oficial e Hijo Predilecto de la Villa de Agüimes (Gran Canaria).

## Biografía
Estudió en la primera promoción de 1949 en el colegio Hermanos la Salle de Agüimes y posteriormente en Los Salesianos de Las Palmas de Gran Canaria, artes y oficios en la rama de imprenta. Allí fue donde comenzó a escribir sus artículos en prensa y sus primeras obras.
Cultivó todos los géneros en las letras: fue dramaturgo y cultivó la creación musical, la poesía, la narrativa así como el costumbrismo canario. También desarrolló actividad como articulista de prensa en el desaparecido El Eco de Canarias y posteriormente en Canarias7 y La Provincia. En la emisora Radio Atlántico, condujo durante más de catorce años un programa de costumbrismo canario diario que se titulaba 'Cosas de Pepito el árabe y maestro Rafael'.
Fue pregonero de diferentes pueblos de Gran Canaria, participó en numerosos juegos florales y en certámenes literarios. Escribió el Auto sacramental de los reyes magos, que se celebra desde hace más de medio siglo  en la noche víspera de reyes día 5 de enero en Agüimes así como Y era el hijo del hombre, auto de pasión en Semana Santa donde participan vecinos del municipio junto con la asociación de alumnos del colegio de la Salle de la que fue parte de su junta directiva en dos ocasiones.

## Premios y reconocimientos
En 1966, recibió el premio de periodismo Luis Benítez Inglott y en 1968, el premio nacional de Teatro Pérez Galdos, que otorga la Casa de Colón (Las Palmas de Gran Canaria). Fue nombrado Hijo Predilecto del municipio de Agüimes en 1997.
En su pueblo natal, cuenta con una casa-museo, ubicada en el lugar en la que vivió, dedicada a su figura y obra. El edificio, con una superficie de 134 metros cuadrados y, se encuentra ubicado en la Plazoleta Orlando Hernández, en el casco histórico de la localidad.
En 2007, con motivo del xx aniversario de su fallecimiento, se produjo un documental sobre obra literaria, teatral y musical, bajo la dirección de Francisco Estupiñán Trujillo.

## Obras
- El Auto Sacramental de los Reyes Magos (1956)
- Sancocho Cuentos Canarios (1960)
- El barbero de Temisas (1963) (obra costumbrista)
- Y llovió en los Arbejales (1965) (obra costumbrista)
- Prometeo y los hippie (1968)
- Teo juega al tenis con las galaxias (1970) (Comedia dramática en dos actos)
- La Ventana (1972)
- Tierra de Cuervos (1973)
- El encuentro (1974)
- Zarandajas (1974)
- Catalina Park (1975) (su novela de más éxito)
- Máscara y Tierra (1977) (novela)
- Decires Canarios I (1981
- Decires Canarios II
- La escandalosa (1986) (tragedia en tres actos)
- El carnaval en Gran Canaria, (1574-1988)
- Con las manos llenas al sol (1989)
- Y Era el Hijo del Hombre (Auto de la pasión) (1993)
- Tras la huella de una señora
- Fantasía para tres
- La ventana de Maspalomas
- Cigüeña en los balcones
- Fiesta
- Con los puños frente al sol
- El Hechizado
- Ansite elegía viva
- En mi pueblo mando yo (obra costumbrista)
- Claridad Doliente (Poesía)
- Baladas del Guanche (Poesía)
- Los Horizontes (Poesía)

## Composiciones musicales
- Vamos a Agüimes. (Música: Tomas Moreno)
- La noche (Poema coral del Atlántico). (Música: Juan José Falcón Sanabria)
- Luna de Tunte
- El Cafetin
- Dunas de Maspalomas